# 4846 Tuthmosis
A 4846 Tuthmosis (ideiglenes jelöléssel 6575 P-L) egy kisbolygó a Naprendszerben. Cornelis Johannes van Houten,  Ingrid van Houten-Groeneveld,  Tom Gehrels fedezte fel 1960. szeptember 24-én. Neve a Thotmesz név görögös formája; a Thotmesz több egyiptomi fáraó neve volt.